# Xavier Macaire
Pour les articles homonymes, voir Macaire.
Xavier Macaire, est un navigateur français et skipper professionnel de la course au large en solitaire, en double et en équipage, né le 28 avril 1981 à Mont-Saint-Aignan, champion de France Élite de course au large en solitaire en 2015 et vainqueur de plusieurs courses.

## Biographie
Xavier Macaire naît le 28 avril 1981 à Mont-Saint-Aignan. Il découvre la voile en club à Granville où il termine 5e sur 50 lors de sa première régate en Optimist à l'âge de 8 ans. Sa famille s'installe à Aix-en-Provence où il est scolarisé. Son père, passionné de pêche, possède un voilier monocoque Westerly Berwick de 9,60 mètres, amarré dans le Vieux-Port, qu'il mène lui-même dès l'âge de 14 ans. Il fait des études de charpenterie de marine et matériaux associés au lycée professionnel Germaine Poinso-Chapuis de Marseille.
Il réalise en 2003 sa première course au large en Classe Mini, la Course des Lions en mer Méditerranée, en double avec Ghislain Gendron sur le prototype Ville de Bandol,,. Il envisage dès lors de s'engager dans la Mini Transat mais faute de financement et de partenariat il ne peut réaliser son projet et continue à exercer son métier de charpentier de marine qui le passionne et à régater en 470. En 2007 il parvient à acquérir un Pogo 2 (plan Finot) et de 2008 à 2011 il remporte 6 courses en solitaire du circuit de la Classe Mini et un podium sur la Transat 6.50. Les sponsors se présentent enfin, le département de l'Hérault puis le groupe SNEF, et il peut participer à la Solitaire du Figaro en professionnel à partir de 2012. Outre sa victoire en 2015 au Championnat de France de course au large en solitaire, il gagne plusieurs courses et remporte plusieurs podiums avec Skipper Hérault puis Chemin d'Océans et enfin Groupe Snef. À partir de 2022 il navigue, toujours avec Groupe Snef, en Class40,, sur son nouveau Pogo 40 S4 dessiné par Guillaume Verdier et construit par Pogo Structures,. Il se place désormais en leader avec encore plusieurs victoires et podiums à son actif dans tous les formats, solitaire, double ou équipage.

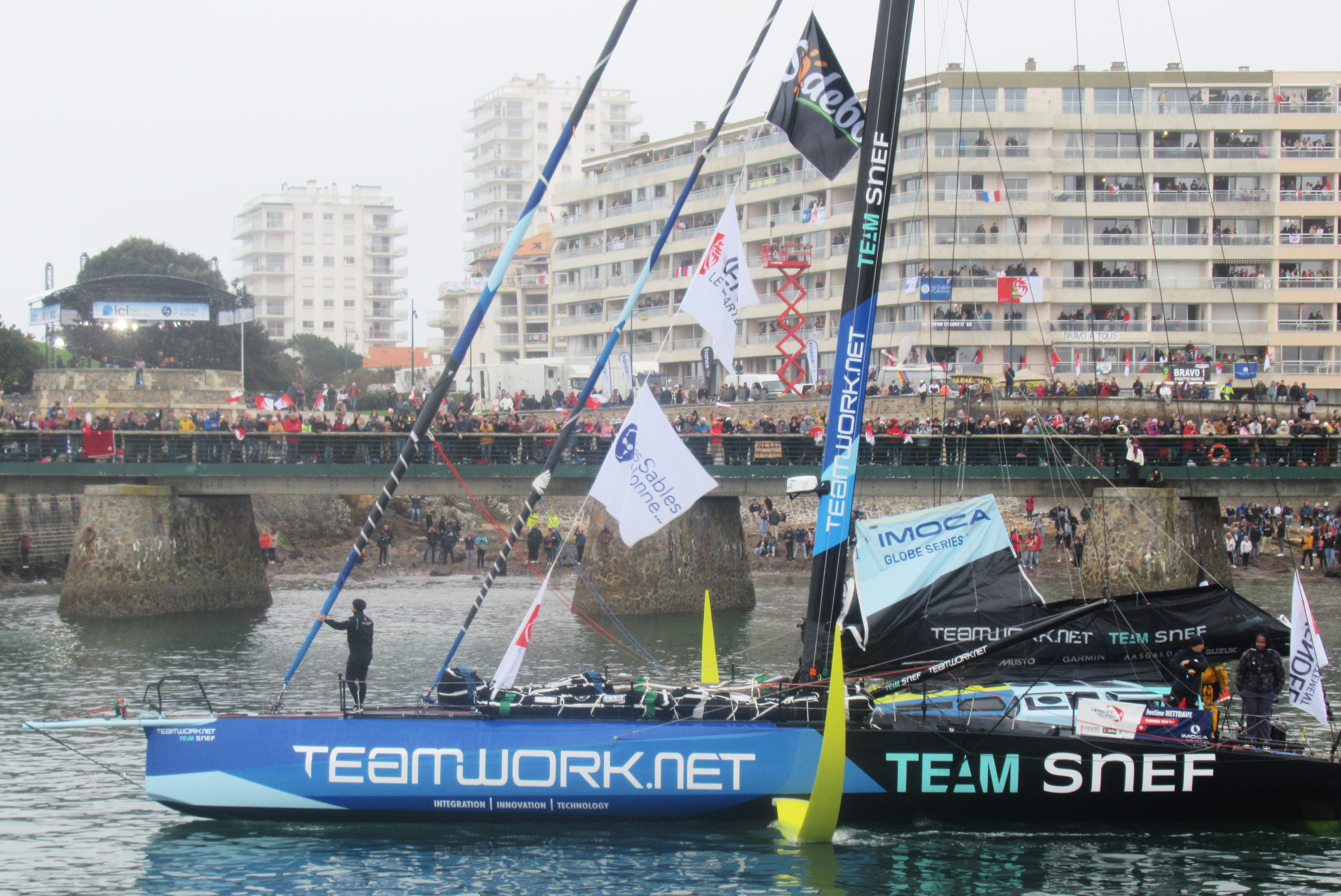
TeamWork - Team Snef au départ du Vendée Globe 2024-2025.

Consultant météo pour le Vendée Live de la 10eédition du Vendée Globe, en alternance avec Étienne Saïz, son coach sur la Solitaire du Figaro, il annonce, le 23 janvier 2025, sur le plateau de l'émission, son intention de monter un projet dans l'optique de sa participation à l'édition 2028-2029 de la course. En 2024, le Groupe SNEF, son sponsor en Classe 40, s'est associé avec l'entreprise suisse TeamWork pour constituer le partenariat de l'Imoca TeamWork - Team Snef. En attendant la décision finale des partenaires pour 2028, il courra en 2025 en double avec Justine Mettraux sur TeamWork - Team Snef pour lequel il a déjà réalisé plusieurs convoyages,.
Xavier Macaire vit à L'Île-d'Olonne avec sa femme et ses enfants depuis 2018,.

## Palmarès
- Circuit Transat 6.50
  - 2008
    - 1er, Open Sail[21]

  - 2009
    - 1er, Pornichet Select[21]
    - 3e, Charente-Maritime - Bahia[21]

  - 2010
    - 1er, Les Sables - Les Açores - Les Sables[21]
    - 1er, Mini-Fastnet[21]
    - 1er, Mini-Pavois[21]

  - 2011
    - 1er, Mini-Fastnet[21]
    - 4e, Open Demi-Clé[21]

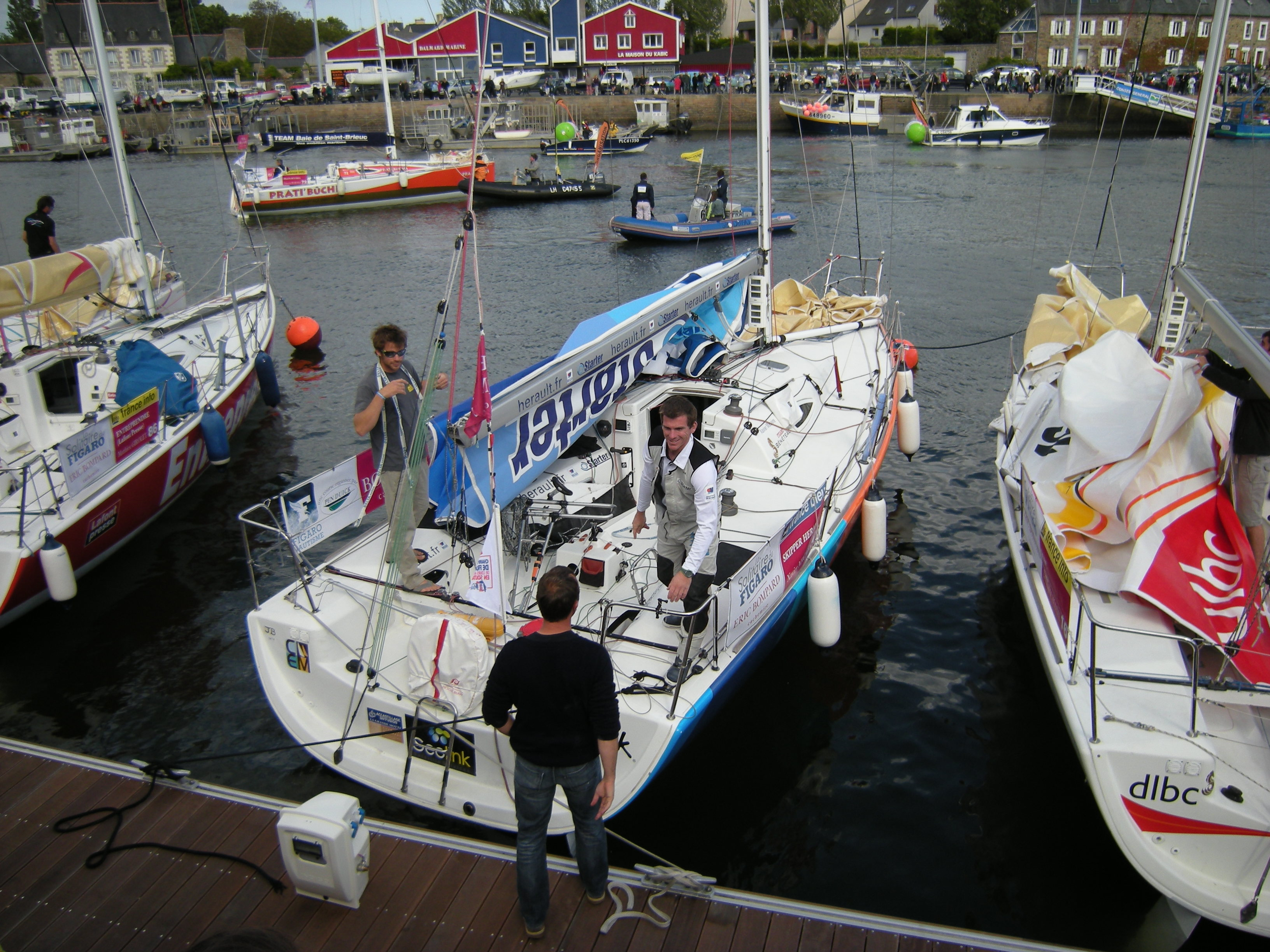
Xavier Macaire sur Skipper Hérault, Solitaire du Figaro 2012.

- Circuit Figaro, avec Skipper Hérault
  - 2011
    - 9e, Solo Basse Normandie[21]
    - 3e, Solo Concarneau[21]
    - 10e, Solitaire du Figaro[22]

  - 2012
    - 4e, Solo Concarneau[22]
    - 1er, Icom Cup[22]
    - 5e, Transmanche[22]
    - 10e, Solitaire du Figaro Éric Bompard Cachemire[23]
    - 8e, Championnat de France de course au large en solitaire[21]

  - 2013
    - 7e, Solo Concarneau[24]
    - 2e, Solitaire Urgo Le Figaro[25],[26]
    - 6e, Solo Arrimer[27]
    - 1er, Icom Cup[28]
    - 7e, Championnat de France de course au large en solitaire[21]

  - 2014
    - 17e, Solitaire Bompard Le Figaro[29]
    - 7e, Le Havre - Allmer Cup[29]
    - 9e, Solo Concarneau[30]
    - 3e Lorient - Horta[31]
    - 7e, Championnat de France de course au large en solitaire[21]

  - 2015
    - 5e, Solo Concarneau[29]
    - 8e, Solo Maïtre CoQ, 1er de la grande course[32]
    - 2e, Generali Solo[33]
    - 3e Solitaire du Figaro Éric Bompard Cachemire[34]
    - Champion de France Élite de course au large en solitaire[35]

- Circuit Figaro, avec Chemin d'océans
  - 2016
    - 3e, Douarnenez - Horta[36]
    - 9e, Solitaire Bompard Le Figaro[37]

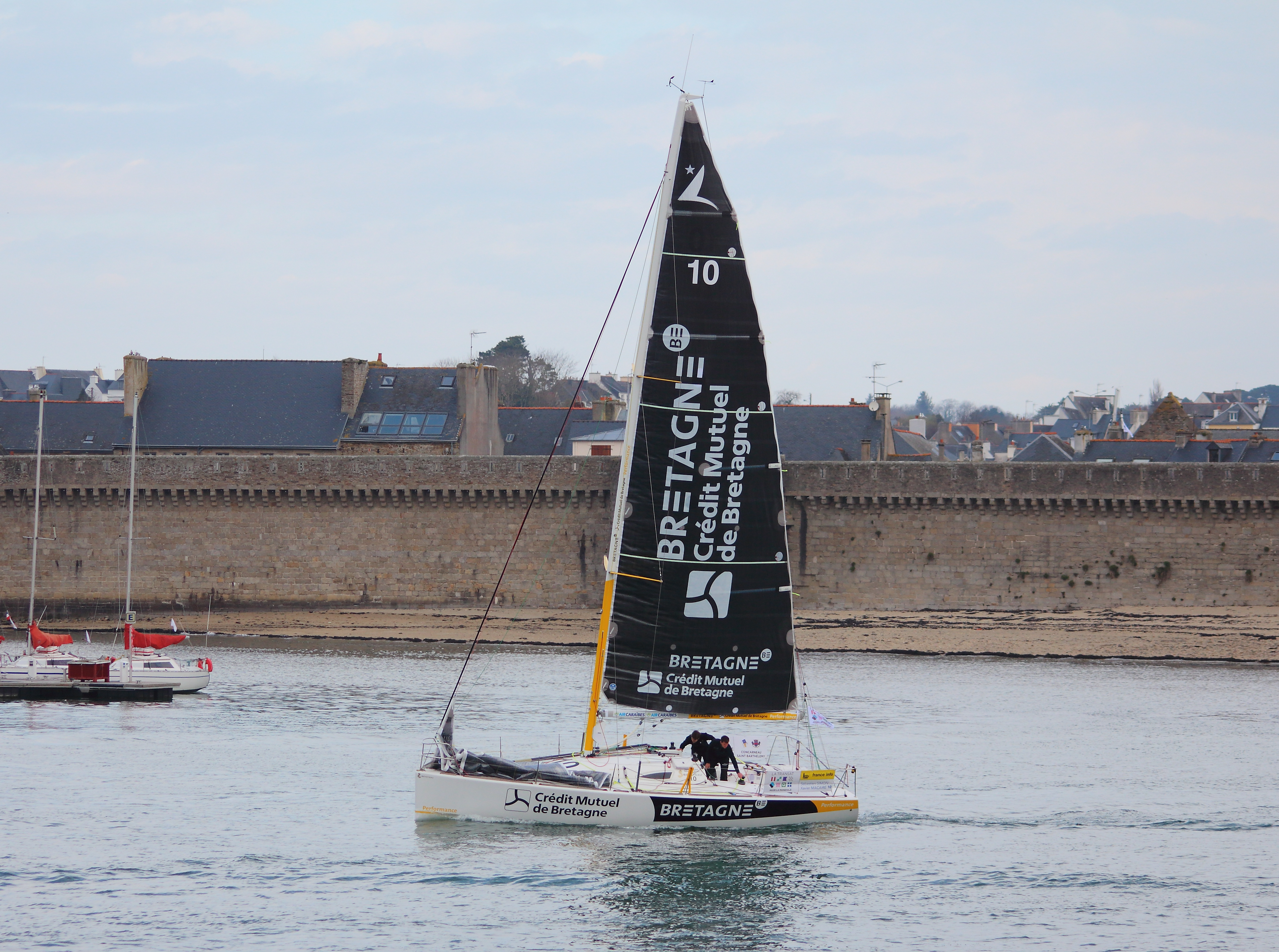
Xavier Maccaire avec Sébastien Simon sur Bretagne CMB Performance, Transat AG2R La Mondiale 2016.

- Circuit Figaro, avec Bretagne CMB Performance
  - 2016
    - 5e, Transat AG2R La Mondiale, avec Sébastien Simon[38],[39]

- Circuit Figaro, avec Groupe Snef
  - 2017
    - 8e, Solitaire Urgo - Le Figaro[21]
    - 25e, Solo Concarneau[40]
    - 10e, Solo Maître CoQ[41]

  - 2018
    - 3e, Solo Maître Coq[42]
    - 3e, Le Havre - Allmer Cup[43]
    - 9e, Championnat de France Élite de course au large[21]
    - 2e, Solo Normandie[44]
    - 9e, Solitaire Urgo - Le Figaro (2e de la 2e étape)[45]

  - 2019
    - 1er, Solo Maître CoQ[46]
    - 1er, Douarnenez Courses Solo Gijon[47]
    - 17e, Solitaire Urgo - Le Figaro[48]
    - 3e, Sardinha Cup, avec Achille Nebout[49]

  - 2020
    - 11e, Solitaire du Figaro (1er de la première étape[50])[51]
    - 5e, Solo Maître CoQ[52]
    - 12e, Solo Guy Cotten[53]

  - 2021
    - 1er, Sardinha Cup, avec morgan Lagravière[54]
    - 1er, Solo Guy Cotten[55]
    - 5e, Solo Maïtre CoQ[56]
    - 2e, Solitaire du Figaro (1er de la première étape)[57]

- Circuit IMOCA, avec La Mie Câline Artipôle
  - 2019
    - 18e, Transat Jacques-Vabre, avec Arnaud Boissières[58]

- Circuit Ocean Fifty, avec Koesio
  - 2021
    - 2e, Transat Jacques-Vabre, avec Erwan Le Roux[59]

- Circuit Class40, avec Groupe Snef
  - 2022
    - 5e, CIC Normandy Channel Race[60], avec Achille Nebout[61]
    - 1er, Drheam Cup[62]
    - 6e , Route du Rhum - Destination Guadeloupe, (2e avant une voie d'eau à bord du bateau[63])[64]

  - 2023
    - 3e, ArMen Race USHIP, avec Tanguy Bouroullec, Morgan Lagravière et Nicolas Troussel[65]
    - DNF, CIC Normandy Channel Race, avec Pierre Leboucher (rupture de hook de J2 après toute la course dans le top 10)[66]
    - 2e, Les Sables-Horta-Les Sables, aller 2e avec Tanguy Bouroullec, retour 1er avec Morgan Lagravière[67]
    - 6e, Transat Jacques Vabre, avec Pierre Leboucher[68]

  - 2024
    - 1er, Niji 40 (transatlantique Belle-Île-en-Mer - Marie-Galante[69]), avec Pierre Leboucher et Carlos Manera Pascual[70]
    - 1er, Drheam Cup, avec Tanguy Bouroullec et Hugo Cardon[13]
    - DNF, CIC Normandy Channel Race, (rupture d'étai), leaders en mer Celtique, avec Carlos Manera Pascual[71]